# Carlota Munave
Carlota Munave, née le 10 septembre 1997, est une taekwondoïste swazie. Elle est médaillée de bronze lors des Championnats d'Afrique 2022.

## Carrière
En 2014, elle participe aux Jeux olympiques de la jeunesse où elle termine à la 5e place, battue en quart de finale par l'Ouzbèke Umida Abdulleva. Carlota Munave est choisie pour être la porte-drapeau de son pays lors de la cérémonie d'ouverture. La même année, elle remporte la médaille de bronze aux Jeux africains de la jeunesse au Botswana, seule sportive de son pays à être médaillée cette année-là.
En 2022, Munave remporte sa première médaille internationale chez les seniors avec le bronze en +73 kg aux Championnats d'Afrique.